# Changting
Changting är ett härad inom staden Longyan i provinsen Fujian i sydöstra Kina.
Changting var tidigare en prefektur med namnet Tingzhou, men omvandlades till ett härad när prefekturregeringen flyttade till Xinluo.
Under första hälften av 1930-talet var Changting bland de härad som kontrollerades av den Kinesiska sovjetrepubliken. Tusentals invånare från orten gick med i Långa marschen när kommunisterna evakuerade området 1934.

## Administrativ indelning
Changting är indelat i 13 köpingar och fem socknar.
Köpingar (zhen):

- Cewu (策武镇)
- Datong (大同镇)
- Guanqian (馆前镇)
- Gucheng (古城镇)
- Hetian (河田镇)
- Nanshan (南山镇)
- Sanzhou (三洲镇)
- Sidu (四都镇)
- Tingzhou (汀州镇)
- Tongfang (童坊镇)
- Tufang (涂坊镇)
- Xinqiao (新桥镇)
- Zhuotian (濯田镇)

Socknar (xiang):

- Anjie (庵杰乡)
- Hongshan (红山乡)
- Tiechang (铁长乡)
- Xuancheng (宣成乡)
- Yanggu (羊牯乡)